# New-York-City-Marathon 1970
Der New-York-City-Marathon 1970 war die 1. Ausgabe der jährlich stattfindenden Laufveranstaltung in New York City, Vereinigte Staaten. Der Marathon fand am 13. September 1970 statt.
Bei den Männern gewann Gary Muhrcke in 2:31:39 h. Die einzige Frau im Feld war Nina Kuscsik, die den Lauf aber nicht beendete.

## Ergebnis
| Platz | Athlet           | Land               | Zeit (h) |
| ----- | ---------------- | ------------------ | -------- |
| 01    | Gary Muhrcke     | Vereinigte Staaten | 2:31:39  |
| 02    | Tom Fleming      | Vereinigte Staaten | 2:35:44  |
| 03    | Ed Ayres         | Vereinigte Staaten | 2:39:19  |
| 04    | Pat Bastick      | Vereinigte Staaten | 2:44:09  |
| 05    | Ted Corbitt      | Vereinigte Staaten | 2:44:15  |
| 06    | Eric Walther     | Vereinigte Staaten | 2:45:38  |
| 07    | Tom Hollander    | Vereinigte Staaten | 2:48:35  |
| 08    | Moses Mayfield   | Vereinigte Staaten | 2:49:50  |
| 09    | Glen Ayres       | Vereinigte Staaten | 2:51:04  |
| 10    | William Kinsella | Vereinigte Staaten | 2:52:59  |